# Love It When You Hate Me
"Love It When You Hate Me" é uma canção da cantora canadense Avril Lavigne com a participação do cantor americano Blackbear, contida em seu sétimo álbum de estúdio, Love Sux (2022). Foi composta por ambos em conjunto com John Feldmann e Mod Sun, sendo produzida pelos dois últimos e Travis Barker. A faixa foi lançada em 14 de janeiro de 2022, pela Elektra Records como o segundo single do disco.

## Fundo
"Love It When You Hate Me" foi lançada no mesmo dia em que Lavigne anunciou o título, data de lançamento e lista de faixas de Love Sux.

## Recepção critica
Ali Shutner, da NME, descreveu "Love It When You Hate Me" como um "banger pop-punk", e Emily Carter escrevendo para Kerrang! observou que a música "ouve a estrela canadense abraçando o pop-punk nostálgico no refrão - 'Os altos, os baixos, os sim, os nãos / Você fica tão atraente quando se torna frio / Não me chame amor / Eu amo quando você me odeia' - e elementos mais frescos nos versos."

## Faixas e formatos
Download digital/streaming
1. "Love It When You Hate Me" (com blackbear) – 2:25

Pacote de streaming – edição Spotify (EP)
1. "Love It When You Hate Me" (com blackbear) – 2:25
2. "Bite Me" – 2:39
3. "Bite Me" (versão acústica) – 3:09

## Desempenho nas tabelas musicais

### Posições
| País — Tabela musical (2022)                            | Melhor posição |
| ------------------------------------------------------- | -------------- |
| Canadá (Canadian Hot 100)                               | 76             |
| Estados Unidos (Billboard Hot Rock & Alternative Songs) | 15             |
| Estados Unidos (Billboard Mainstream Top 40)            | 40             |
| Nova Zelândia (RMNZ Hot Singles)                        | 9              |
| Reino Unido (OCC UK Download)                           | 40             |
| Reino Unido (OCC UK Singles Sales)                      | 40             |

## Histórico de lançamento
| Região         | Data                   | Formato                    | Versão   | Gravadora   | Ref.         |
| -------------- | ---------------------- | -------------------------- | -------- | ----------- | ------------ |
| Várias         | 14 de janeiro de 2022  | Download digital streaming | Original | Elektra DTA | [ 9 ] [ 10 ] |
| Itália         | 14 de janeiro de 2022  | Rádios mainstream          | TBA      | Warner      | [ 18 ]       |
| Rússia         | 14 de janeiro de 2022  | Rádios mainstream          | TBA      | Elektra DTA | [ 19 ]       |
| Estados Unidos | 25 de janeiro de 2022  | Rádios mainstream          | TBA      | Elektra DTA | [ 20 ]       |
| Estados Unidos | 7 de fevereiro de 2022 | Rádios hot AC              | TBA      | Elektra DTA | [ 21 ]       |